# Cladonia grayi
Cladonia grayi är en lavart som beskrevs av G. Merr. ex Sandst. Cladonia grayi ingår i släktet Cladonia och familjen Cladoniaceae.  Arten är reproducerande i Sverige. Inga underarter finns listade i Catalogue of Life.